# وايت أوك
وايت أوك (بالإنجليزية: White Oak)‏ هي مدينة في مقاطعة غريغ في ولاية تكساس في الولايات المتحدة. بلغ عدد سكانها 6,469 حسب تعداد العام 2010.

## التركيبة السكانية
حدّد مكتب تعداد الولايات المتحدة بيانات التركيبة السكانية لوايت أوك في تعداد الولايات المتحدة. في ما يلي، التركيبة السكانية حسب تعدادي 2000 و2010.

### تعداد عام 2000
بلغ عدد سكان وايت أوك 5,624 نسمة بحسب تعداد عام 2000، وبلغ عدد الأسر 2,004 أسرة وعدد العائلات 1,596 عائلة مقيمة في المدينة. في حين سجلت الكثافة السكانية 237.6 نسمة لكل كيلومتر مربع (615.4/ميل2). وبلغ عدد الوحدات السكنية 2,118 وحدة بمتوسط كثافة قدره 89.5 لكل كيلومتر مربع (231.8/ميل2).
وتوزع التركيب العرقي للمدينة بنسبة 94.58% من البيض و1.94% من الأمريكيين الأفارقة و1% من الأمريكيين الأصليين و0.09% من الأمريكيين ذوي الأصول الآسيوية و0.02% من سكان جزر المحيط الهادئ و1.03% من الأعراق الأخرى و1.35% من عرقين مختلطين أو أكثر و3.20% من الهسبانيون أو اللاتينيون من أي عرق.
بلغ عدد الأسر 2,004 أسرة كانت نسبة 48% منها لديها أطفال تحت سن الثامنة عشر تعيش معهم، وبلغت نسبة الأزواج القاطنين مع بعضهم البعض 64.7% من أصل المجموع الكلي للأسر، ونسبة 11% من الأسر كان لديها معيلات من الإناث دون وجود شريك،  بينما كانت نسبة 3.9% من الأسر لديها معيلون من الذكور دون وجود شريكة وكانت نسبة 20.4% من غير العائلات. تألفت نسبة 17.5% من أصل جميع الأسر من عدة أفراد يعيشون في نفس المنزل ونسبة 7.2% كانت تتألف من شخص يعيش بمفرده يبلغ من العمر 65 عاماً أو أكثر. وبلغ متوسط حجم الأسرة المعيشية 2.81، أما متوسط حجم العائلات فبلغ 3.17.
بلغ العمر الوسطي للسكان 34.1 عاماً. وكانت نسبة 31% من القاطنين تحت سن الثامنة عشر، وكانت نسبة 7.8% بين الثامنة عشر والرابعة والعشرين عاماً، ونسبة 30.1% كانت واقعةً في الفئة العمرية ما بين الخامسة والعشرين والرابعة والأربعين عاماً، ونسبة 21.6% كانت ما بين الخامسة والأربعين والرابعة والستين، ونسبة 9.6% كانت ضمن فئة الخامسة والستين عاماً فما فوق. يوجد لكل 100 أنثى 94.1 ذكر، ويوجد لكل 100 أنثى في الثامنة عشر من عمرها فما فوق 90.1 ذكر.
بلغ متوسط دخل الأسرة في المدينة 43,802 دولارًا، أما متوسط دخل العائلة فبلغ 50,781 دولارًا. وكان متوسط دخل الذكور 44,063 دولارًا مقابل 22,530 دولارًا للإناث. وسجل دخل الفرد الخاص بالمدينة 17,486 دولارًا. وكانت نسبة 9.9% من العائلات ونسبة 11.4% من السكان تحت خط الفقر، وكان من هؤلاء نسبة 12.8% تحت سن الثامنة عشر ونسبة 14% في الخامسة والستين من العمر وما فوق.

### تعداد عام 2010
بلغ عدد سكان وايت أوك 6,469 نسمة بحسب تعداد عام 2010، وبلغ عدد الأسر 2,304 أسرة وعدد العائلات 1,839 عائلة مقيمة في المدينة. في حين سجلت الكثافة السكانية 273.3 نسمة لكل كيلومتر مربع (707.8/ميل2). وبلغ عدد الوحدات السكنية 2,389 وحدة بمتوسط كثافة قدره 100.9 لكل كيلومتر مربع (261.3/ميل2).
وتوزع التركيب العرقي للمدينة بنسبة 92.35% من البيض و2.32% من الأمريكيين الأفارقة و0.65% من الأمريكيين الأصليين و0.46% من الأمريكيين ذوي الأصول الآسيوية و0.02% من سكان جزر المحيط الهادئ و2.27% من الأعراق الأخرى و1.93% من عرقين مختلطين أو أكثر و5.32% من الهسبانيون أو اللاتينيون من أي عرق.
بلغ عدد الأسر 2,304 أسرة كانت نسبة 44.9% منها لديها أطفال تحت سن الثامنة عشر تعيش معهم، وبلغت نسبة الأزواج القاطنين مع بعضهم البعض 62.1% من أصل المجموع الكلي للأسر، ونسبة 13% من الأسر كان لديها معيلات من الإناث دون وجود شريك،  بينما كانت نسبة 4.7% من الأسر لديها معيلون من الذكور دون وجود شريكة وكانت نسبة 20.2% من غير العائلات. تألفت نسبة 16.9% من أصل جميع الأسر من عدة أفراد يعيشون في نفس المنزل ونسبة 7.2% كانت تتألف من شخص يعيش بمفرده يبلغ من العمر 65 عاماً أو أكثر. وبلغ متوسط حجم الأسرة المعيشية 2.81، أما متوسط حجم العائلات فبلغ 3.14.
بلغ العمر الوسطي للسكان 35.5 عاماً. وكانت نسبة 29% من القاطنين تحت سن الثامنة عشر، وكانت نسبة 8.2% بين الثامنة عشر والرابعة والعشرين عاماً، ونسبة 26.6% كانت واقعةً في الفئة العمرية ما بين الخامسة والعشرين والرابعة والأربعين عاماً، ونسبة 24.6% كانت ما بين الخامسة والأربعين والرابعة والستين، ونسبة 11.6% كانت ضمن فئة الخامسة والستين عاماً فما فوق. وتوزع التركيب الجنسي للسكان بنسبة 48.7% ذكور و51.3% إناث.